# Municipio de San Mateo Atenco
El municipio de San Mateo Atenco es uno de los 125 municipios del Estado de México, México y se ubica en la Zona Metropolitana del Valle de Toluca, al este de la ciudad de Toluca. Pertenece a la Región Metepec.
Su población para 2020 fue de 97,418 habitantes según el censo del INEGI de ese año. 

## Toponimia
Atenco es un nombre común a muchos lugares, compuesto por atl, "agua", y tentli, "labio" u "orilla", para expresar: “a la orilla del agua”. Del apóstol San Mateo, Atenco toma su nombre cristiano: San Mateo Atenco.

## Escudo
El maestro Fábregas al cual se cita textualmente:
“Escudo acuartelado en cruz, con campo sinople, verde, bordura gules, rojo, con filete dorado sobre pergamino oro y listón gules”.
Esculson en el centro, con el topónimo de Atenco, con los signos atl, "agua", tentli, "labio u orilla", para expresar: “a la orilla del agua”.
Cuartel diestro superior, con el topónimo de Cuauhpanoayan, puente. Cuartel siniestro superior, con capilla abierta.
Cuartel diestro inferior con el signo atl, "agua", acalli, "canoa" y matlatl, "red", para significar una zona lacustre y cuartel siniestro inferior con mapa de la municipalidad de Atenco y símbolos de su agroindustria, plantas de maíz y trigo y un botín, sable, negro, que simboliza la industria zapatera.
Abajo, listón, con la inscripción: "San Mateo Atenco”.
El Escudo Heráldico, fue aprobado en sesión de Cabildo de 5 de noviembre de 1981.

## Historia
San Mateo Atenco se encuentra habitado desde tiempos prehispánicos. En la actualidad se conocen dos zonas arqueológicas llamadas San Pedro Cuautenco y Espíritu Santo las cuales han sido poco investigadas. La población indígena era de mayoría matlatzinca, también fue poblado por Otomíes y Mazahuas. La población de Atenco alcanzó su auge en el período clásico (250-900). La zona fue conquistada alrededor del 1476 por el Imperio Mexica, en esos años gobernado por Axayácatl; Atenco permanecería bajo dominio mexica hasta la llegada de los españoles.
En la época de la colonia Atenco fue visitado por frailes franciscanos, quienes se encargaron de evangelizar a los indígenas de la zona y quienes dieron el nombre de San Mateo al pueblo.
El hecho más importante ocurrido en la región durante la guerra de Independencia de México fue la Batalla del Monte de las Cruces ocurrida el 30 de octubre de 1810.
Durante mucho tiempo la población del municipio se dedicó principalmente a la agricultura, y no fue hasta terminada la Revolución cuando con la apertura de una zapatería inició el desarrollo industrial de la zona.
En la actualidad San Mateo Atenco es ya un mercado importante de la zona pues sus turistas provienen de distintas partes del mismo estado.

## Geografía
El municipio tiene una superficie de 12.58 kilómetros cuadrados; la cabecera municipal alcanza 2570 metros sobre el nivel del mar. Geográficamente se ubica entre las coordenadas 19°14′14″ y 19°17′8″ de latitud norte y 99°31′10″ y 99°34′5″ de longitud oeste. 
Sus límites municipales son:
- Norte: Municipios de Toluca y Lerma (av. Tollocan).
- Sur: Metepec (San Lucas Tunco).
- Este: Lerma (Río Lerma, San Pedro Tultepec y las Ciénagas del Lerma).
- Oeste: Metepec (colonia Francisco I. Madero, fraccionamiento La Asunción, colonia Lázaro Cárdenas y San Gaspar Tlahuelilpan).

### Clima
El clima que se presenta en esta zona es un Clima templado subhúmedo, con verano largo y lluvia invernal. La temperatura promedio del municipio ronda entre los 10 °C y los 12 °C.

### Hidrografía
El municipio se localiza en la región hidrológica “Lerma-Chapala-Santiago”, comprendida en la cuenca Lerma-Toluca, subcuenca río Almoloya-Otzolotepec. El río Lerma sirve de límite natural al municipio por el oriente.
Es atravesado por dos arroyos que descienden del Nevado de Toluca, el primero es "Las jaras-San Isidro" sobre la avenida Lerma al norte del municipio, y el segundo es el arroyo "San Gaspar" en la calle 5 de mayo, que funciona como límite con el municipio de Metepec.

### Flora
En el municipio pueden encontrarse árboles como el sauce llorón, pinos y cedros. Otras plantas que se pueden encontrar en el municipio son saúco, jarilla, tepozán, lirio acuático, berro, lentejilla y tule.

### Fauna
En el municipio pueden encontrarse aves urbanas como el gorrión común y las palomas. A su vez pueden encontrarse aves migratorias como pato golondrino, pato tepalcate, ave monjita, garzas blancas y candelero americano.

### Orografía
Geológicamente el municipio se caracteriza por presentar en toda la superficie suelo aluvial, que está formado por el depósito de materiales sueltos (gravas y arenas) provenientes de rocas preexistentes, que han sido transportados por corrientes superficiales de agua desde las partes más altas como la Sierra Nahuatlaca-Matlatzinca al sur y Sierra Nevada al suroeste.
La topografía del municipio no es muy relevante ya que no cuenta con cadenas montañosas, sierras, volcanes, o mesetas sino que es parte del gran valle de Toluca; de hecho es una de las zonas más bajas del valle, lo cual es producto del depósito de materiales erosionados de las partes altas que rodean al valle, principalmente provenientes del volcán Xinatécatl.

### Características y uso de suelo
La superficie del municipio es de 1258 hectáreas en las cuales se distinguen diferentes suelos.
El feozem cubre 87% del municipio, exceptuando la porción sureste. Posee una capa superficial oscura suave, rica en materia orgánica y en nutrientes, por lo que las actividades agropecuarias son buenas.
El suelo llamado histosol se distribuye en el 13% de la superficie municipal en la porción sureste, en donde se localizan las zonas sujetas a inundación y los desechos de plantas que quedan en la superficie de la zona sin descomponerse durante mucho tiempo, lo que provoca olor a material orgánico y una vegetación natural de pastos.

## Vías de comunicación
- Las principales vías de comunicación son:
- Paseo Tollocan - para llegar desde la Ciudad de México a Toluca.
- Av. Solidaridad las Torres - que comunican desde el municipio de Zinacantepec hasta el municipio de Ocoyoacac.
- Av. Juárez - comunica el municipio de norte a sur.
- Circuito Exterior Metropolitano - paralela a la Av Juárez conecta al bulevar Miguel Alemán con la Av Tecnológico en Metepec.
- Calle 2 de Abril - Vía directa con Metepec.
- Próximamente el tren El Insurgente, que conectará la Zona Metropolitana del Valle de México con la Zona Metropolitana del valle de Toluca.
- Calle Francisco I. Madero - conecta avenida Juárez con Av. Independencia.
- Av. Independencia - vía de entrada por la parte sur del municipio y conecta con las calles Francisco I. Madero y Chapultepec.

## Población

Principales localidades del municipio de San Mateo Atenco

De acuerdo al último censo del INEGI en 2020 el municipio cuenta con una población total de 97,418 habitantes, de los cuales 47,481 son hombres y 49,937 son mujeres.
Esta zona es la de mayor crecimiento debido al crecimiento de la ciudad de Toluca y su perfecta comunicación a las autopistas de Guadalajara, Ciudad de México y el Aeropuerto de Toluca.
| Evolución demográfica del municipio de San Mateo Atenco |        |        |
| 2000                                                    | 2010   | 2020   |
| 59,647                                                  | 72,579 | 97,418 |

### Localidades del Municipio
| Localidad               | Población |
| Total Municipio         | 97,418    |
| San Mateo Atenco        | 88,734    |
| Santa María la Asunción | 7,681     |
| Comunidades Rurales     | 1,003     |

## Actividad económica
Principales sectores, productos y servicios
- Agricultura

La superficie agrícola del municipio no es representativa, ocupa al 2.1 % de la población total; predominando la agricultura de temporal; del total de la superficie, se dedica aproximadamente el 80 % a la producción del maíz; 10 % del cultivo de haba, 5 % al del frijol, 3 % a hortalizas y un 20 % a la avena forrajera y otros.
- Ganadería

La cría de ganado en el municipio decrece considerablemente; el número de cabezas se ha reducido por la desecación de la laguna, la cual proporciona forraje todo el año; otro factor importante es el aumento demográfico que impide que haya establos y zahúrdas en las zonas urbanas, como antaño.
- Industria

La industria en el municipio es la actividad económica que capta al mayor número de personas, además de la venta de calzado, elaborado a mano por los artesanos del municipio. De acuerdo con el anuario estadístico del Estado de México de 1996, existe un personal ocupado promedio de 4546 habitantes; de los cuales el 44.54 % se emplean en la industria que se refiere al de los productos alimenticios, bebidas y tabaco; el 38.99 % a las textiles, prendas de vestir e industria del cuero (principalmente a la industria del calzado); mientras que la de menor importancia es la de substancias químicas, productos derivados del petróleo y del carbón con 1.05 %.

## Artesanías
En el municipio existe actividad artesanal en el barrio de Guadalupe, en el que se elaboran sillas de madera y asientos de tule. Por otro lado en el barrio de San Pedro existe la actividad artesanal del trabajo del tule (petates, asientos, tejido de lino); la cual es cada vez menor. Otro barrio con actividad artesanala es San Nicolás, donde se realizan las portadas artesanales.

## Gastronomía
La alimentación en general se realiza a base de maíz, frijol, haba, chiles y verduras silvestres provenientes de los terrenos de cultivos tales como: papas, quelites, navo, entre otros.

## Deporte
Durante la década de los 60´s Crescencio Silva F., ciclista profesional originario del Barrio de San Nicolás, destacó a nivel nacional en el ciclismo de ruta, contrarreloj y por equipos; ganando etapas de la vuelta a México, de la vuelta ciclista de la juventud, del premio García- Valseca, entre otras competiciones nacionales e internacionales. Ganó prestigio liderando la cuarteta representativa del Estado de México y del equipo Pepsi-Cola.
El municipio contaba con un equipo de fútbol, el Club Deportivo San Mateo Atenco que militaba en la Tercera división mexicana. Uno de los futbolistas que juegan es conocido como el "Bombo" (Juan Daniel).
Uno de los atletas que le han dado renombre al Municipio de San Mateo Atenco es Bernardo Segura Rivera, deportista sobresaliente a nivel nacional e internacional, ganador del tercer lugar de caminata de 20 kilómetros en las Olimpiadas de Atlanta 1996.
También se encuentra el "Club Jaguares", un club de atletismo ubicado en el barrio de San Juan, en el entrenan, velocistas, fondistas, caminatas, personas de la tercera edad y niños.
En la actualidad deportistas destacados Brad González y Alec González ganadores del medalla de bronce en la Universiada Nacional en la disciplina de Basquetbol representando a la UAEMéx.

## Arte y cultura
Museos

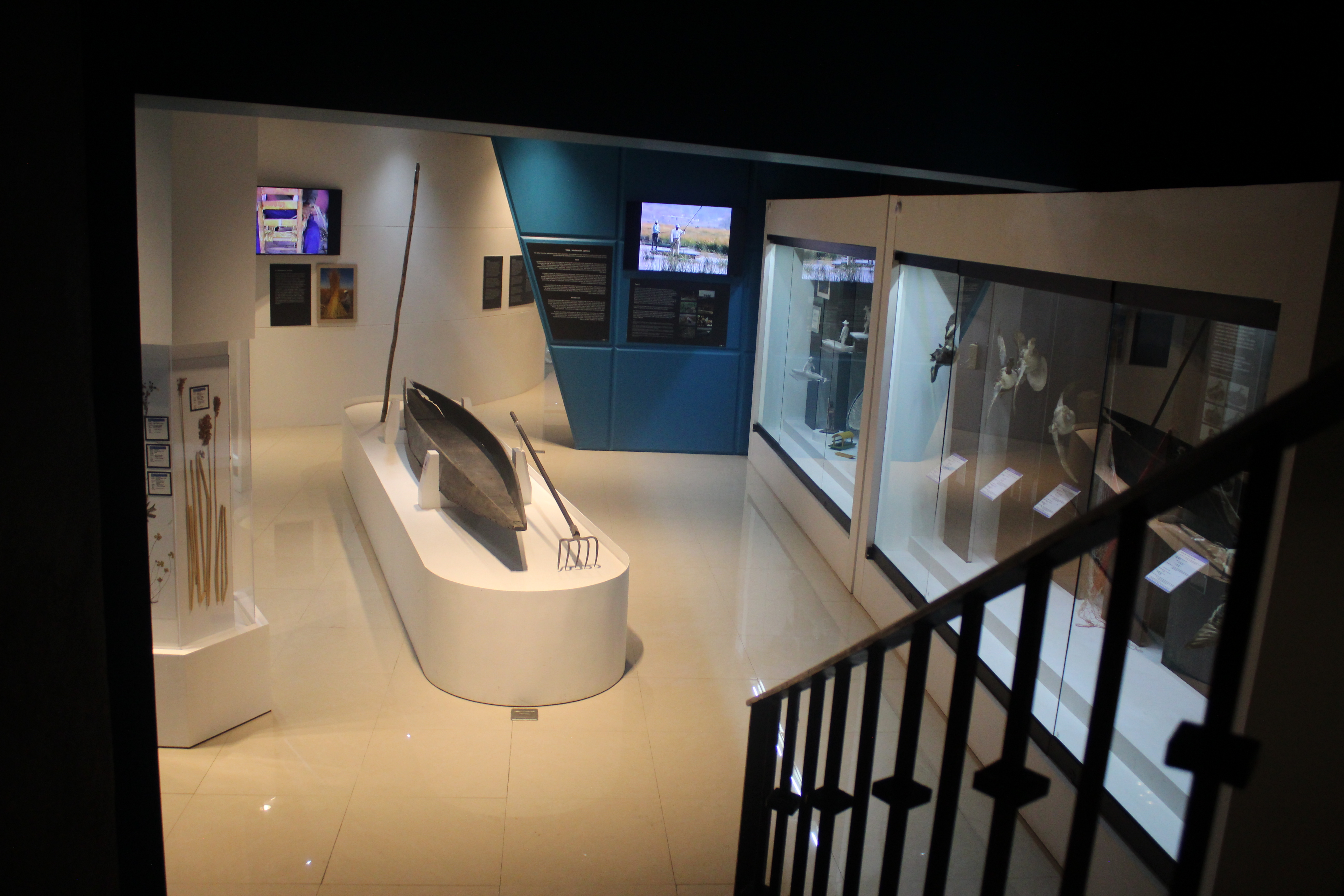
Museo de las Culturas Lacustres del Valle de Toluca

En este municipio se encuentra el Museo de las Culturas Lacustres del Valle de Toluca en honor de la Dra. Yoko Sugiura Yamamoto, arqueóloga estudiosa de la historia y de los vestigios de la Cuenca de Lerma. El museo cuenta con colmillos de mamut y vestigios de las culturas que habitaron dicho sistema lacustre.

## Personas destacadas
- Ambrosio Calzada - Primer profesor de educación primaria en San Mateo Atenco, se desconoce su fecha de nacimiento; murió el 7 de septiembre de 1972.

- Luis G. Tapia (1891-1967). Profesor de educación primaria, secretario del ayuntamiento, gestor de la oficina de correos y encargado de ella durante 30 años, además fundador de la primaria Luis G. Tapia, lleva su nombre en honor a él, fue la segunda que se construyó en San Mateo Atenco. La primera primaria que se fundó en San Mateo Atenco fue la primaria General José Vicente Villada.

- Crescencio Silva Flores  (1937-1997). Ciclista profesional de los años 60, ganador de competiciones nacionales e internacionales. Representante del Estado de México y del equipo pepsi-cola. Fundador de Club Atenco e impulsor del ciclismo en el municipio.

- José Escutia Hernández  (1896-1941). Político, representante de las campañas políticas de diferentes candidatos a presidente de la República.

- Luis Cuesta Mondragón - Maestro de educación primaria que dedicó su vida a la niñez, destacándose como un gran educador.
- Bernardo Segura. Deportista sobresaliente a nivel nacional e internacional, ganador del tercer lugar de caminata de 20 kilómetros en las olimpiadas de Atlanta 1996.[6]

- Martyn Croker: Reconocido muralista originario de San Mateo Atenco, con proyección internacional. Su trabajo ha sido expuesto en diversos países y festivales de arte urbano. En 2016, obtuvo un Récord Guinness al pintar durante más de 200 horas continuas un mural de aproximadamente 900 metros cuadrados, considerado el más grande de México. Su estilo combina símbolos tradicionales con técnicas contemporáneas, y actualmente sigue activo impulsando proyectos culturales dentro y fuera del país.

https://oem.com.mx/elsoldetoluca/cultura/exhiben-en-san-mateo-atenco-dos-de-los-murales-mas-grandes-del-edomex-14291260

## Fiestas, danzas y tradiciones
La fiesta patronal en San Mateo Atenco se celebra el 21 de septiembre, donde se realiza un carnaval; sin embargo en los demás barrios también festejan su fiesta patronal de acuerdo al santo que les da su nombre.
Santa María es una de las localidades que realiza su festividad dos veces al año, la de Año Nuevo (1.º de enero) y La Ascensión de María que es el 2 de agosto.
En San Mateo Atenco una de las principales tradiciones son los carnavales con las mojigangas que se llevan a cabo en cada barrio.
Otra de las tradiciones es el día 8 de septiembre, cuando se hace la limpia y enfloramiento de las tumbas.
Para las festividades de Todos los Santos y Fieles Difuntos, se acostumbra colocar un altar en el lugar principal de las casas para ofrecerlo a sus difuntos; y el día 1 se acude al cementerio para hacer la velación en las tumbas durante toda la noche.
El día de San Crispín y San Crispiniano (25 de octubre), patronos de los zapateros, el pueblo de San Mateo acude a la iglesia con sus imágenes para escuchar misa y recibir la bendición. Posteriormente organizan grandes festejos donde se ofrecen los más exquisitos manjares, así como bailes con grupos populares.

## División territorial
San Mateo Atenco se divide en:

### 12 Barrios
- 1. La Concepción
- 2. San Francisco
- 3. Barrio Guadalupe
- 4. San Juan
- 5. San Isidro
- 6. San Lucas
- 7. La Magdalena
- 8. Santa María
- 9. San Miguel
- 10. San Nicolás
- 11. San Pedro y San Pablo
- 12. Santiago

### 8 Colonias
- 1. Álvaro Obregón
- 2. Buenavista
- 3. Emiliano Zapata
- 4. Francisco I. Madero
- 5. Isidro Fabela
- 6. Reforma
- 7. Fraccionamiento Villas De Atenco
- 8. Fraccionamiento Santa Elena